# Fell
Фелл (англ. Fell) — американский комикс, автор Уоррен Эллис, художник Бен Темплсмит, опубликован в Image Comics. Он начал издаваться в 2005 году, перерыв с 2008 года. В 2006 году номинировался на премию Eisner Awards в пяти категориях.

## Описание
Это история Ричарда Фелла, детектива по расследованию убийств, которого переводят с прежней работы для службы в загадочный город Сноутаун. Каждый выпуск это отдельная история, имеющая под собой реальные события.

## История
Фелл является экспериментом Уоррена Эллиса в целях создания более доступного комикса при помощи создания меньшего количество страниц, чем обычно. Это сбалансированный девятипанельный формат для каждой страницы, для того, чтобы сжать историю в меньшем размере. Работа Бена Темплсмита создаёт туманный план, который сопровождает распадающийся город в стиле нуар.
В каждом номере история дополнена текстовым разделом, где автор расширяет фон истории, предоставляет выдержки из сценария.

## Дата выпусков
- выпуск #1 (сентябрь 2005)
- выпуск #2 (октябрь 2005)
- выпуск #3 (ноябрь 2005)
- выпуск #4 (март 2006)
- выпуск #5 (май 2006)
- выпуск #6 (август 2006)
- выпуск #7 (февраль 2007)
- выпуск #8 (апрель 2007)
- выпуск #9 (январь 2008)

## Коллекционное издание
Fell, Feral City — коллекция выпусков 1-8 (152 страницы, Апрель 2007, ISBN 1-58240-693-6)